# Ypiranga FC (Erechim)
Ypiranga FC is een Braziliaanse voetbalclub uit Erechim in de staat Rio Grande do Sul. De club werd opgericht in 1924. In 2015 promoveerde de club naar de Série C.

## Geschiedenis
De club werd opgericht in 1924. Aanvankelijk speelde de club in de stadscompetitie van de stad Erechim, die voornamelijk door Atlântico gedomineerd werd. De club won sporadisch een titel aanvankelijk, maar werd wel van 1949 tot 1953 vijf keer op rij kampioen. Nadat de profcompetitie in de staat werd ingevoerd ging de club vanaf 1963 in de tweede klasse van het Campeonato Gaúcho spelen. Na vijf seizoenen promoveerde de club een eerste keer en speelde tot 1977 in de hoogste klasse. Na enkele jaren afwezigheid in de competitie keerde de club terug naar de tweede klasse en in 1990 keerde de club na dertien jaar afwezigheid ook terug naar de hoogste klasse. In 1999 degradeerde de club opnieuw. Tussen 2004 en 2005 trok de club zich opnieuw terug uit de competitie en keerde terug in 2006 naar de tweede klasse. Van 2009 tot 2012 speelde de club weer in de hoogste klasse.
Bij de terugkeer in 2015 eindigde de club derde in de reguliere competitie en verloor dan wel van Juventude in de kwartfinale om de titel. De club mocht hierdoor wel deelnemen aan de Serie D 2015. De club werd groepswinnaar en overleefde daarna nog twee rondes. In de halve finales werden ze uitgeschakeld door Ríver, maar de club promoveerde zo wel naar de Série C. Nadat de club in 2016 zowel in de competitie als in de Série C in de middenmoot eindigde volgde in 2017 een degradatie uit de staatscompetitie, terwijl ze zich wel konden handhaven in de nationale reeks.
In 2019 kon de club opnieuw promotie afdwingen naar de hoogste klasse in de staatscompetitie. In de nationale Série C bereikten ze de tweede ronde waar ze verloren van Confiança.

## Erelijst
Campeonato Citadino de Erechim
1928, 1945, 1949, 1950, 1951, 1952, 1953
ABC · 
Anápolis · 
Botafogo-PB · 
Brusque ·
Caxias · 
Confiança ·
CSA · 
Figueirense · 
Floresta · 
Guarani · 
Itabaiana · 
Ituano ·
Londrina · 
Maringá · 
Náutico · 
Ponte Preta · 
Retrô · 
São Bernardo · 
Tombense · 
Ypiranga de Erechim